# Fascie spermatică externă
Fascia spermatică externă (fascia intercrurală sau intercolumnară) este o membrană subțire, prelungită în jos în jurul suprafeței cordonului spermatic și a testiculului. Este separat de tunica dartos de țesutul areolar liber. Este denumit ocazional „Le Fascia de Webster” după un anatomist care a descris-o prima dată.
Este derivată din aponevroza mușchiului oblic extern abdominal.